# Schlacht von Octodurum
Arar – Bibracte – Elsass – Axona - Sambre – Octodurum – Avaricum – Gergovia – Lutetia – Armançon – Alesia – Uxellodunum
Die Schlacht von Octodurum war ein Gefecht im Herbst 57 v. Chr. zwischen Römern und Kelten während des Gallischen Krieges.

## Vorgeschichte
Im Jahre 57 v. Chr. wurde der römische Legat Servius Sulpicius Galba von Gaius Iulius Caesar zum Anführer der Legio XII Fulminata ernannt. Seine Aufgabe war es, das Gebiet an der Mündung der Dranse in die Rhone zu unterwerfen. Ziel war es, laut Caesar, außerdem, den Weg durch die Alpen für die römischen Kaufleute zu sichern. Auf diesem Gebiet lebten zu dieser Zeit die Veragrer. Galba besetzte mit acht von zehn Kohorten der Legion die eine Hälfte von Octodurus als Winterlager, die andere beließ er den Veragrern. Zwei Kohorten schickte er zu den Nantuaten. Wie Caesar berichtet, waren weitere Soldaten unterwegs, um die Versorgung der Einheit sicherzustellen.

## Die Schlacht
Die fehlende Sollstärke der Legion wollten die Veragrer nutzen: Sie verbündeten sich mit ihren Nachbarn, dem Stamm der Seduner, und griffen im Herbst 57 v. Chr. das römische Winterlager bereits wenige Tage nach seiner Einrichtung an. Trotz ihrer zahlenmäßigen Übermacht von, laut Caesar, rund 25.000 Mann wurden die beiden Stämme von den Legionären während eines Ausfalls zurückgeschlagen und besiegt. Der Ausfall war von dem Primus Pilus Publius Sextius Baculus und von Gaius Volusenus Quadratus, der den Rang eines Militärtribuns bekleidete, vorgeschlagen worden. Nach seinem Sieg zerstörte Galba Octodurus und zog sich in ein Winterlager im Gebiet der Allobroger zurück.

## Folgen
Die Schlacht war weniger bedeutend für den weiteren Verlauf des Krieges, doch unternahmen die Veragrer keinen weiteren Versuch, die römischen Legionen anzugreifen. Das Gebiet, die Vallis Poenina, ist dem römischen Reich erst unter Augustus einverleibt worden.

## Belege
1. ↑  Caesar, De bello Gallico 3,1.
2. ↑  Caesar, De bello Gallico 3,1.
3. ↑  Caesar, De bello Gallico 3,2.
4. ↑  Caesar, De bello Gallico 3,2–4.
5. ↑  Caesar, De bello Gallico 3,5f. Bereits Peter Goessler, Octodurus. In: RE XVII 2, 1931, Sp. 1871 bezweifelt diese Zahlenangabe Caesars. Zweifel an Details der Darstellung auch bei Stefan Gerlinger: Römische Schlachtenrhetorik. Unglaubwürdige Elemente in Schlachtendarstellungen, speziell bei Caesar, Sallust und Tacitus, Heidelberg 2008, S. 337.
6. ↑  Laut Eckart Mensching, Baculus, Commius und die Entstehung des Bellum Gallicum. In: Markus Janka (Hg.), ΕΓΚΥΚΛΙΟΝ ΚΗΠΙΟΝ (Rundgärtchen). Zu Poesie, Historie und Fachliteratur der Antike, Leipzig 2004, 171–182, hier: 175 zeige Caesars Darstellung, dass zwei Untergebene Galba gerettet hätten; dieser habe also versagt.
7. ↑  Caesar, De bello Gallico 3,6. Eine sehr ähnliche Version der Schlacht findet sich bei Cassius Dio XXXIX 5.
8. ↑  Peter Goessler, Octodurus. In: RE XVII 2, 1931, Sp. 1871.